# Солнце (цикл Мазереля)
«Солнце» (фр. Le Soleil) — роман без слов, написанный бельгийским художником Франсом Мазерелем и опубликованный в 1919 году в Швейцарии.
Книга представляет собой пересказ греческого мифа об Икаре, переданного с помощью черно-белого рисунка, навеянного средневековыми гравюрами по дереву. Главный герой книги — маленький человек, который выпрыгнул из воображения спящего создателя. Маленький человек неоднократно пытается найти свой путь к Солнцу, однако всё равно оказывается на земле.
Мазерель был первым автором бессловесных романов, и «Солнце» повторило успех его первых работ в этом жанре: «25 образов страстей человеческих» (1918) и «Крестный путь человека» (1919).

## Сюжет
Художник, похожий на Мазереля, засыпает на столе под палящим солнцем. Из его головы выпрыгивает маленький человек, который, увидев солнце, бросается за ним в погоню. Толпы людей пытаются отвлечь его, но маленький человек упорно карабкается на деревья, трубы, церковные шпили, мачты и краны. Он поднимается по лестнице из облаков, но его обжигает солнце, и маленький человек попадает вновь на стол художника. Художник просыпается и с улыбкой поворачивается к читателю, постукивая себя по голове.

## Публикация и наследие
Роман был впервые опубликован в Швейцарии на французском языке под названием «Le Soleil: 63 images dessinées et gravées sur bois» в 1919 году, а в следующем году он был издан на немецком языке Куртом Вольфом под названием «Die Sonne: 63 Holtzschinitte». Первое англоязычное издание вышло в 1990 году под названием «The Sun: A Novel Telled in 63 Woodcuts».
В конце 1920-х годов американский художник Линд Уорд прочитал «Солнце» на немецком языке, изучая в это время гравюры на дереве. Этот роман Мазерееля и роман Отто Нюкеля побудили Уорда на создание своих собственных романов без слов.

## Стиль
За пятидесятилетнюю карьеру Мазерель мало изменял стиль и темы своих книг: графические послания рассказывались символическим, почти мультипликационным стилем. Книги были выполнены в черно-белом цвете с высоким контрастом и с композиционным дисбалансом, который заставлял читателя переходить от одного рисунка к другому.